# Diamant (1933)
Diamant (Q173) – francuski podwodny stawiacz min z okresu międzywojennego i II wojny światowej, jedna z sześciu jednostek typu Saphir. Okręt został zwodowany 18 maja 1933 roku w stoczni Arsenal de Toulon w Tulonie, a w skład Marine nationale wszedł 20 czerwca 1934 roku. Jednostka pełniła służbę na Morzu Śródziemnym, a od zawarcia zawieszenia broni między Francją a Niemcami znajdowała się pod kontrolą rządu Vichy. 27 listopada 1942 roku „Diamant” został samozatopiony w Tulonie. Podniesiony przez Włochów, został ponownie zatopiony przez alianckie samoloty 22 czerwca 1944 roku.

## Projekt i budowa
„Diamant” zamówiony został w ramach programu rozbudowy floty francuskiej z 1928 roku. Projekt otrzymał sygnaturę Q6 . Okręty otrzymały prosty i bezpieczny system przechowywania min, zwany Normand-Fenaux, w którym miny były przechowywane w szybach umieszczonych w zewnętrznych zbiornikach balastowych, z bezpośrednim mechanizmem zwalniającym. Powiększoną wersją okrętów typu Saphir były zbudowane na zamówienie Polski stawiacze min typu Wilk.
„Diamant” zbudowany został w Arsenale w Tulonie . Stępkę okrętu położono 21 lipca 1930 roku , a zwodowany został 18 maja 1933 roku.

## Dane taktyczno–techniczne
„Diamant” był średniej wielkości podwodnym stawiaczem min o konstrukcji dwukadłubowej. Długość całkowita wynosiła 65,9 metra (64,9 metra między pionami), szerokość 7,2 metra i zanurzenie 4,3 metra. Wyporność normalna w położeniu nawodnym wynosiła 761 ton, a w zanurzeniu 925 ton. Okręt napędzany był na powierzchni przez dwa czterosuwowe silniki wysokoprężne Normand-Vickers o łącznej mocy 1300 KM. Napęd podwodny zapewniały dwa silniki elektryczne o łącznej mocy 1000 KM. Dwuśrubowy układ napędowy pozwalał osiągnąć prędkość 12 węzłów na powierzchni i 9 węzłów w zanurzeniu. Zasięg wynosił 7000 Mm przy prędkości 7,5 węzła w położeniu nawodnym (lub 4000 Mm przy prędkości 12 węzłów) oraz 80 Mm przy prędkości 4 węzłów w zanurzeniu. Zbiorniki paliwa mieściły 95 ton oleju napędowego. Dopuszczalna głębokość zanurzenia wynosiła 80 metrów .
Głównym uzbrojeniem okrętu były 32 miny kotwiczne Sautier-Harlé O-6 o masie 1090 kg każda (w tym 220 kg materiału wybuchowego), które były przechowywane w 16 pionowych szybach umieszczonych w zewnętrznych zbiornikach balastowych, po dwie w szybie (system Normand-Fenaux). Okręt wyposażony był też w pięć wyrzutni torped: dwie stałe kalibru 550 mm na dziobie i jeden potrójny zewnętrzny dwukalibrowy obracalny aparat torpedowy, mieszczący jedną torpedę kalibru 550 mm i dwie kalibru 400 mm, usytuowany na rufie . Łącznie okręt przenosił siedem torped, w tym pięć kalibru 550 mm i dwie kalibru 400 mm . Uzbrojenie artyleryjskie stanowiło umieszczone przed kioskiem działo pokładowe kalibru 75 mm M1928 L/35 oraz zdwojone stanowisko wielkokalibrowych karabinów maszynowych Hotchkiss kalibru 13,2 mm L/76 .
Załoga okrętu składała się z 3 oficerów oraz 39 podoficerów i marynarzy.

## Służba
„Diamant” wszedł do służby w Marine nationale 20 czerwca 1934 roku . Jednostka otrzymała numer burtowy Q173 . W momencie wybuchu II wojny światowej okręt pełnił służbę na Morzu Śródziemnym, wchodząc w skład 21. dywizjonu 1. Flotylli okrętów podwodnych w Tulonie (wraz z siostrzanym okrętem „Perle”) . Dowódcą okrętu był w tym okresie kpt. mar. P.J.G.M. Lancelot . W czerwcu 1940 roku „Diamant” był jednostką flagową 21. dywizjonu okrętów podwodnych w Tulonie, a jego dowódcą był kpt. mar. F.J. Bailleux . 22 czerwca, w dniu zawarcia zawieszenia broni między Francją a Niemcami, okręt przebywał w Hyères . W listopadzie 1940 roku „Diamant” znajdował się pod kontrolą rządu Vichy w składzie 5. grupy okrętów podwodnych w Tulonie (wraz z „Galatée”, „Sirène”, „Naïade”, „Atalante” i „Perle”), gdzie został rozbrojony .
27 listopada 1942 roku, podczas ataku Niemców na Tulon, jednostka została samozatopiona . 29 marca 1943 roku okręt został podniesiony przez Włochów, lecz 22 czerwca 1944 roku został ponownie zatopiony przez amerykańskie samoloty  .